# NGC 1075
NGC 1075 је спирална галаксија у сазвежђу Кит која се налази на NGC листи објеката дубоког неба.
Деклинација објекта је - 16° 12' 4" а ректасцензија 2h 43m 33,5s. Привидна величина (магнитуда) објекта NGC 1075 износи 14,6 а фотографска магнитуда 15,5. NGC 1075 је још познат и под ознакама MCG -3-8-2, NPM1G -16.0103, IRAS 02412-1624, PGC 10320.